# 劉福助
劉福助（1940年10月16日—），本名劉子騰，出生新北市中和區，籍貫福建福州，臺灣著名男藝人，擅長以深具地方特色之口語化俗諺或俚語融入歌曲詞意之中，以臺語發行頗多專輯。
劉福助為臺語作曲家許石的學生。

## 生平
父親是皮鞋師傅，16歲自福州來台，在西門町跟日本師傅學做皮鞋。
在小學5年級時因父親突然過世，小學差點沒畢業。為負擔家計，加上從小喜歡唱歌，劉福助16歲之後開始在電台歌唱，賺取生活費用，就此開啟他的歌唱生涯。17歲開始全台巡迴演唱。
1959年，劉福助出版他的第一張唱片「丟丟咚」。
1967年，出版『安童哥買菜』專輯，策劃、製作、錄音全由劉福助一手包辦完成。
1986年，出版『十憨』專輯，榮獲金鼎獎。
1995年，以『24節氣』專輯同時獲得金鼎獎最佳演唱獎、金曲獎最佳作曲等殊榮。
2002年，以《台灣紅歌星》榮獲第37屆金鐘獎歌唱音樂綜藝節目主持人獎。
2003年，接任八大電視我的音樂你的歌主持人，以《台灣紅歌星》榮獲第38屆金鐘獎歌唱音樂綜藝節目主持人獎。
2009年，獲中和國小百年校慶表揚傑出校友。
2018年，久未露面的劉福助在第29屆金曲獎擔任神秘表演嘉賓，並親自填詞的台語饒舌歌曲來唱跳演唱，還與新生代嘻哈饒舌歌手葛仲珊、熊仔、葛西瓦以及麻吉弟弟以【台灣早就有嘻哈】主題代表世代交替傳承合唱，成為典禮的創新合作創舉，不只艷驚四座還讓網路鄉民讚嘆不已。
曾唱過下列連續劇主題曲：1971年台視臺語連續劇《江湖兒女》、《金瓜石》（播映期間：1971年11月22日至1972年1月12日，共45集）、《西北雨》（播映期間：1971年9月9日至1971年10月30日，共45集）、1980年台視臺語連續劇《嘉慶君遊台灣》（播映期間：1980年3月31日至1980年6月7日，共60集）、1971年華視臺語連續劇《大地之春》、1972年華視臺語連續劇《嘉慶君與王得祿》、《邱罔舍》、1974年華視臺語連續劇《朱洪武開國記》（播映期間：1974年3月9日至1974年5月22日，共61集）。此外，劉福助曾經參演台語電影《流浪找愛人》、《流浪島》、《黑金》...等電影，也有演出《婆媳過招七十回》、《台灣靈異事件》、《大姐當家》、《布袋和尚》、《上錯樓梯睡錯床》、《流氓教授》、《麻辣一家親》...等電視劇，與余天合作主持台視綜藝節目《綜藝兵團》（播映期間：1980年10月19日至1981年9月27日，共49集）。